# Гуго Гаазе
Гуґо Гаазе (нім. Hugo Haase; 29 вересня 1863, Ольштин (Алленштейн, Східна Пруссія) — 7 листопада 1919, Берлін) — німецький державний діяч, лідер німецької соціал-демократії, юрист і пацифіст.

## Біографія
Народився у родині шевця і дрібного торговця-єврея. Після закінчення гімназії навчався в Університеті Альбертіна в Кенігсберзі, де вивчав юриспруденцію і соціальні науки. По закінченні навчання працював адвокатом, брав участь у багатьох політичних процесах, поступово пов'язавши своє життя з соціал-демократичним рухом у Німеччині. У 1912 році переїхав у Берлін.

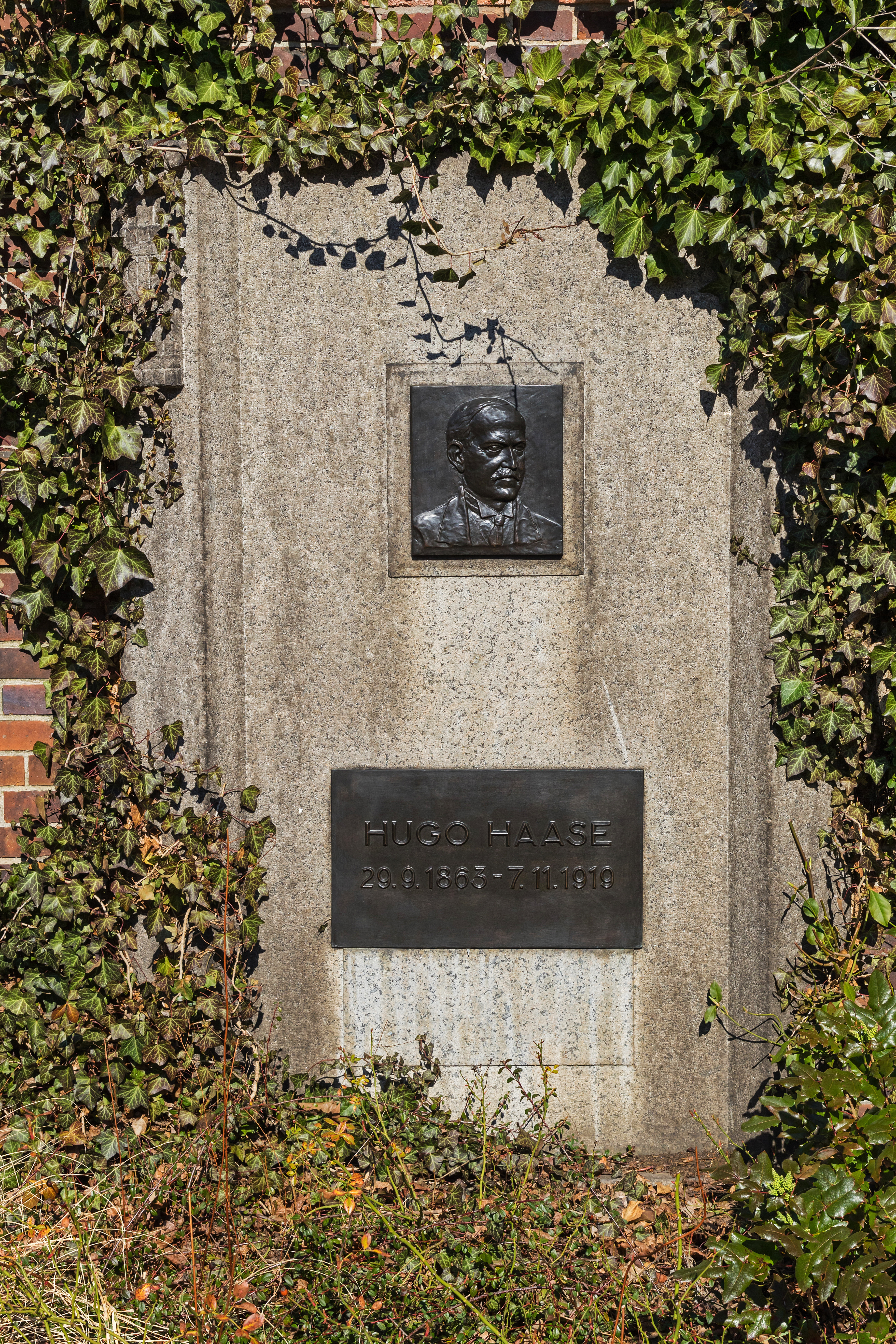
Надгробний пам'ятник в Берліні

У 1911—1917 роках Гаазе — один з голів Соціал-демократичної партії. Депутат рейхстагу в 1897—1907 роках і в 1912—1918 роках. 4 серпня 1914 року виступив з промовою в рейхстазі з обґрунтуванням голосування Соціал-демократичної партії за військові кредити. Надалі займає різко антивоєнну позицію і розриває відносини з офіційними соціал-демократами. У квітні 1917 року створює спільно з однодумцями щодо війни, центристами (Карл Каутський) та лівого крила (Карл Лібкнехт, Роза Люксембург) соціал-демократії, Незалежну соціал-демократичну партію Німеччини. Під час Листопадової революції 1918 року був, спільно з Ебертом, головою Тимчасового уряду Німеччини — Ради народних уповноважених.
Після утворення Комуністичної партії Німеччини виступав проти радикального крила своєї партії, який наполягав на співпрацю з комуністами. В той же час різко засудив розправу урядових військ над повсталими військовими моряками в дні різдва 1918 року, організовану за наказом Еберта. Став жертвою замаху, вчиненого душевнохворим.